# Villeneuve-lès-Maguelone

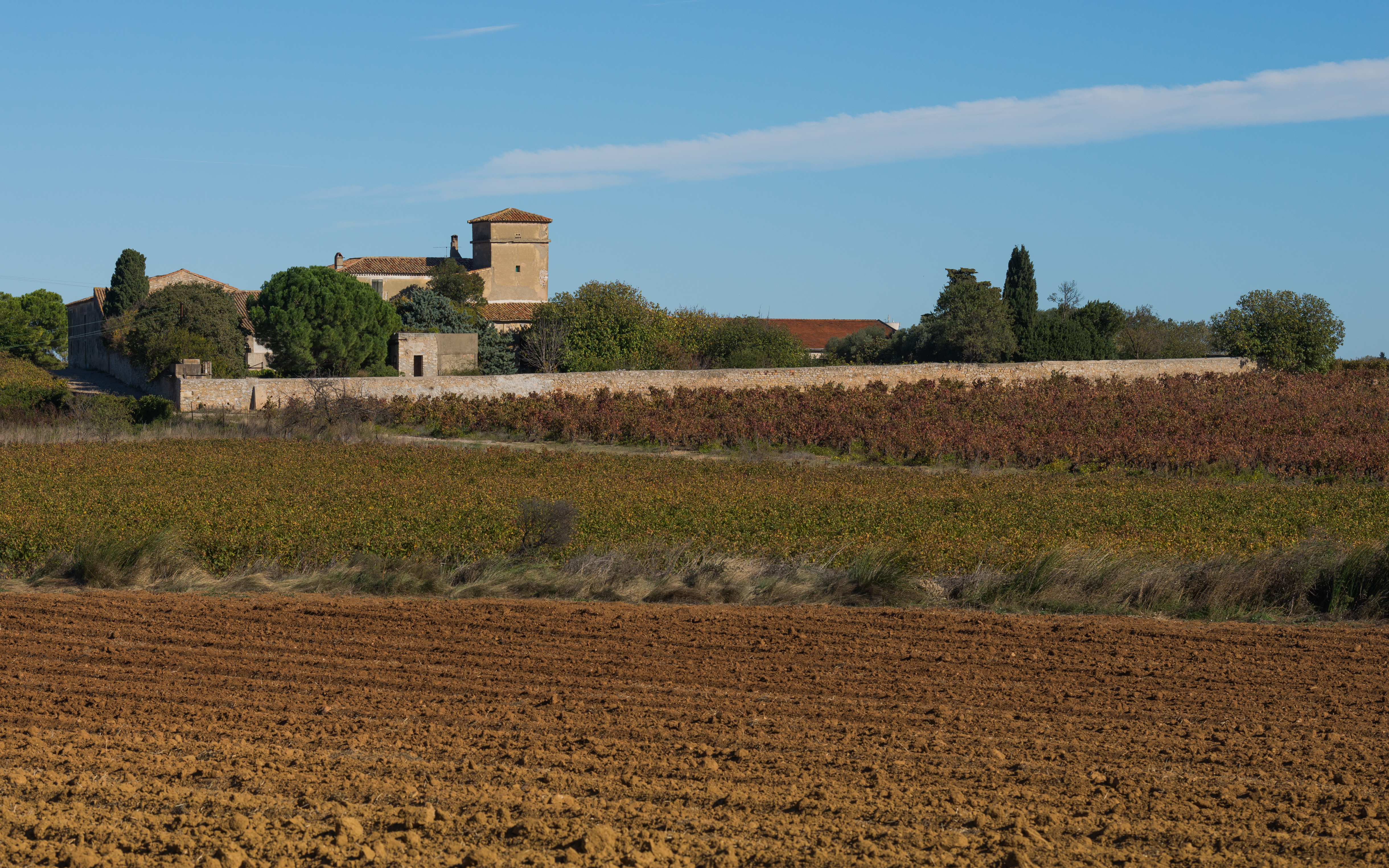

Villeneuve-lès-Maguelone là một commune thuộc tỉnh Hérault trong vùng Occitanie ở phía nam nước Pháp.